# Adolf Hilsenbeck
Adolf Hilsenbeck (* 23. Juli 1873 in Kimratshofen; † 10. Februar 1947 in München) war ein deutscher Historiker und Bibliothekar. Von 1925 bis 1938 war er Direktor der Universitätsbibliothek München.

## Wirken
Adolf Hilsenbeck studierte nach seiner Reifeprüfung am St. Anna-Gymnasium in Augsburg Geschichte und Germanistik in Erlangen und München und promovierte 1904 an der Universität München. Seit dem Studium war er Mitglied der Studentenverbindung Akademischer Gesangverein München im SV. Bereits seit 1896 arbeitete er im Bibliothekswesen, zunächst als Voluntär an der Bayerischen Staatsbibliothek, später als Bibliothekar bzw. Abteilungsdirektor. Von 1909 bis 1923 betreute er im Nebenamt außerdem die Bibliothek der Bayerischen Akademie der Wissenschaften. Im Jahre 1925 wurde er als Nachfolger von Georg Wolff Direktor der Universitätsbibliothek München und hatte dieses Amt bis zu seinem Ruhestand 1938 inne. Von 1941 bis zu seinem Tod 1947 leitete er die Bibliothek des Deutschen Museums in München und vertrat damit den dortigen Direktor, der zum Kriegsdienst eingezogen worden war.
Hilsenbeck hatte von 1924 bis 1928 und von 1932 bis 1935 das Amt des Vorsitzenden des Vereins Deutscher Bibliothekare inne, außerdem wirkte er in verschiedenen anderen Gremen. So gehörte er von 1934 bis 1938 dem Geschäftsführenden Ausschuss der Deutschen Bücherei Leipzig an, im gleichen Zeitraum war er Mitglied im Verwaltungsbeirat der Reichsschrifttumskammer. Hilsenbeck war ein Anhänger des Nationalsozialismus.

## Schriften (Auswahl)
- Johann Wilhelm, Kurfürst von der Pfalz vom Ryswicker Frieden bis zum spanischen Erbfolgekrieg 1698–1701 (= Forschungen zur Geschichte Bayerns, Bd. 15). Oldenbourg, München 1905 (Dissertation Universität München).
- Zur Frage einheitlicher Katalogisierungsregeln. In: Zentralblatt für Bibliothekswesen, Bd. 29 (1912), S. 310–320.
- Register zu den ersten 50 Jahrgängen der Sitzungsberichte der philosophisch-philologischen und historischen Klasse 1860-1910. Franz, München 1913.
- Register zu den ersten 50 Jahrgängen der Sitzungsberichte der mathematisch-physikalischen Klasse 1860–1910. Franz, München 1913.
- Martin Schrettinger und die Aufstellung in der Kgl. Hof- und Staatsbibliothek München. In: Zentralblatt für Bibliothekswesen, Bd. 31 (1914), S. 407–432 (wieder abgedruckt in: Rupert Hacker/Hrsg., Beiträge zur Geschichte der Bayerischen Staatsbibliothek. Saur, München 2000, S. 127–151, ISBN 3-598-24060-0).
- Register zu den Abhandlungen, Denkschriften und Reden der K. Bayer. Akademie der Wissenschaften 1807–1913. Verlag der Königlich Bayerischen Akademie der Wissenschaften, München 1914.
- Register zu den Gelehrten Anzeigen hrsg. von Mitgliedern der K. B. Akademie der Wissenschaften. Bd 1–50 (1835–1860). Verlag der Königlich Bayerischen Akademie der Wissenschaften, München 1915.
- Bibliotheken und Zeitungen. In: Zentralblatt für Bibliothekswesen, Bd. 37 (1920), S. 214–226.
- Die Kriegssammlung Theodor Bergmann in Fürth (Bayern). Nister, Nürnberg 1920.
- Eine Denkschrift Aretins über die bayerischen Provinzialbibliotheken. In: Georg Leyh (Hrsg.): Aufsätze Fritz Milkau gewidmet. Hiersemann, Leipzig 1921, S. 153–161.
- Bayerns Handel, Gewerbe und Industrie. Verzeichnis der wichtigsten Bücher und Zeitschriften-Aufsätze seit 1870. Staatsbibliothek, München 1922.
- 25 Jahre Verein Deutscher Bibliothekare. In: Zentralblatt für Bibliothekswesen, Bd. 42 (1925), S. 418–426.
- Die Universitätsbibliothek Landshut-München und die Säkularisation (1803). In: Festschrift Georg Leyh. Aufsätze zum Bibliothekswesen und zur Forschungsgeschichte dargebracht zum 60. Geburtstage am 6. Juni 1937 von Freunden und Fachgenossen. Harrassowitz, Leipzig 1937, S. 180–192.